# خواجه‌عور
خواجه‌غور یکی از روستاهای استان آذربایجان شرقی است که در دهستان قرانقو بخش مرکزی شهرستان هشترود واقع شده است.